# هيئة تنمية القدس
هيئة تنمية القدس (بالعبرية: הרשות לפיתוח ירושלים‏) (بالإنجليزية: Jerusalem Development Authority)‏ هي وكالة مشتركة بين الحكومة الإسرائيلية وبلدية القدس تعمل على تعزيز وتطوير اقتصاد مدينة القدس، تأسست الهيئة من قبل أوزيل ويكسلر وتأسست كشركة قانونية بموجب قانون سلطة تطوير القدس لعام 1988. كان تيدي كوليك أحد الشخصيات الرئيسية وراء إنشائه.

## نظرة عامة

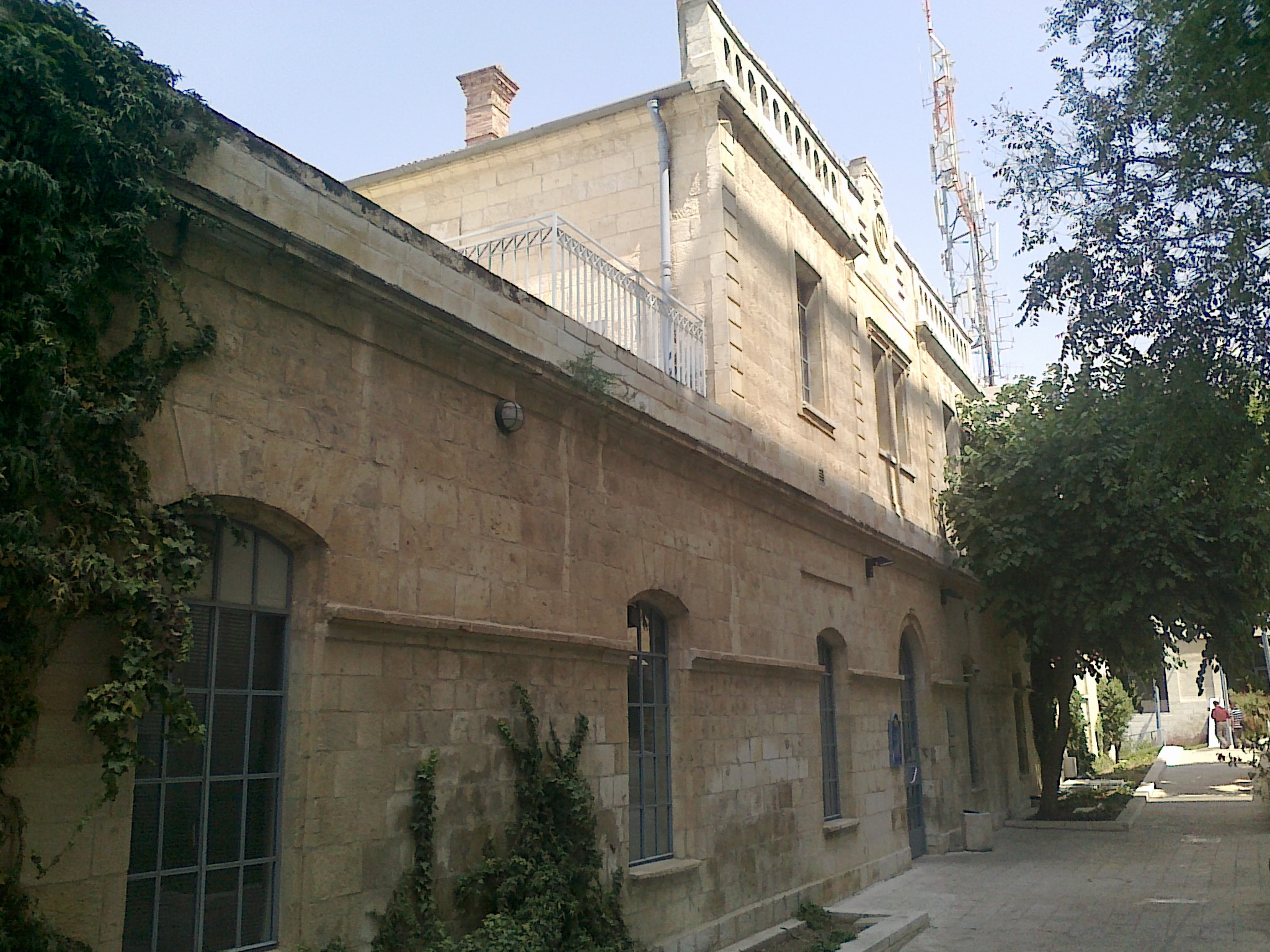
مكاتب هيئة تنمية القدس بالقرب من ميدان الصفرا

وفقًا لإيرا شاركانسكي فإن تفويض هيئة تنمية القدس ينطوي على «تشجيع وتخطيط وبدء الأنشطة المتعلقة بالتنمية الاقتصادية في القدس وتنسيق التنمية الاقتصادية في القدس بين الوزارات الحكومية والمسؤولين البلديين والهيئات الأخرى»، تم تأسيسها كشركة قانونية من خلال قانون سلطة تطوير القدس لعام 1988، وبحلول عام 1992 استثمرت الهيئة أكثر من مليار دولار في مشاريع البناء والمبادرات المتعلقة بالعلم والتكنولوجيا في القدس، كانت الهيئة من بين العوامل التي أثرت في قرار شركة تيفا للأدوية في عام 2003 ببناء منشأة في القدس. أكبر مستثمريها حسب شاركانسكي كانوا يهوداً بارزين من خارج إسرائيل. :112
في عام 2001 تأسست عدن وهي فرع من هيئة تنمية القدس بهدف تطوير وإنعاش منطقة وسط القدس، وبحلول أوائل عام 2012 استثمرت عدن NIS300 million في مشاريع التنمية، تم تصميمه في الأصل كعملية مدتها عشر سنوات، تم التصريح له بمواصلة العمل لمدة عشر سنوات إضافية.

### الأشخاص الرئيسيين

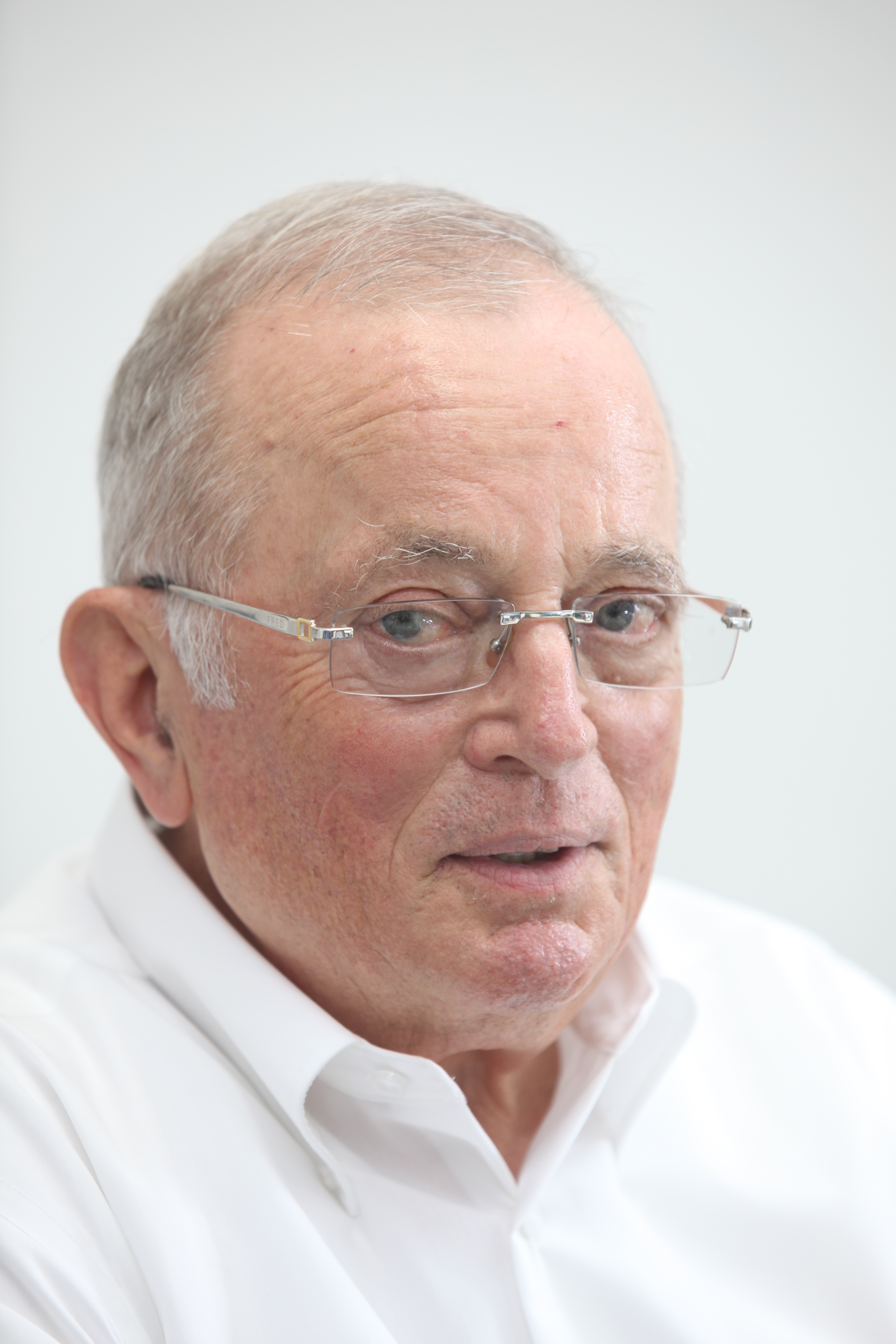
أوزيل ويكسلر

أوزيل (أوزي) ويكسلر الذي عمل سابقًا كأمين صندوق لبلدية القدس برئاسة العمدة تيدي كوليك أسس هيئة تنمية القدس في عام 1988 وشغل منصب مديرها في الفترة من 1989 إلى 1994، شغل لاحقًا منصب رئيس الهيئة في الفترة من 1997 إلى 2003، كان تيدي كوليك شخصية رئيسية وراء إنشاء السلطة.
كان موشيه غولدشتاين رئيس بلدية معاليه أدوميم رئيسًا للسلطة لمدة ثلاث سنوات حتى عام 2008، منذ عام 2008 أصبح موشيه ليون المدير العام السابق لمكتب رئيس الوزراء ورئيس السكك الحديدية الإسرائيلية، في عام 2013 استقال ليون من منصبه من أجل الترشح لمنصب عمدة القدس، واعتبارًا من عام 2018 كان يخدم ليون كعمدة.
بدأ موتي حزان الذي حل محل إسرائيل بارجيل مديراً لهيئة تنمية القدس في عام 2010 مشاركته في بلدية القدس كطالب في منتصف التسعينيات كان يعمل في مركز الاتصالات بالمدينة، بمرور الوقت تمت ترقيته إلى منصب في لجنة الميزانية في وزارة الخزانة ثم إلى منصب نائب أمين الصندوق، تم اعتماده لمساهمته في تحقيق التوازن بين ميزانيات المدينة ومشاركته في برنامج الانتعاش في المدينة، وبحلول عام 2010 كان مرشح مجلس المدينة المفضل لمنصب مدير الهيئة.

### التعاون الدولي
توصلت هيئة تنمية القدس في عام 2005 إلى اتفاق للتعاون مع شركة في هولندا لتشجيع الابتكار في مجالات التكنولوجيا الحيوية وتكنولوجيا المعلومات والسياحة، وقد تم تصميم المشروع المشترك كجزء من مديرية البحث والتطوير بين إسرائيل وأوروبا.
خلال مهمة استغرقت خمسة أيام إلى إسرائيل تضم شخصيات من سان أنطونيو ومجتمع الأعمال والأكاديمية في تكساس في عام 2011 بقيادة عمدة سان أنطونيو جوليان كاسترو وقَّعت بيو أورشليم التابعة لهيئة تنمية القدس مذكرة نوايا مع رئيس BioMed SA، وهي مبادرة غير ربحية مقرها سان أنطونيو تعمل في قطاعات الرعاية الصحية والعلوم البيولوجية.

## المبادرات

### بيو أورشليم
في عام 2003 أسست هيئة تنمية القدس بالتعاون مع تيفا للأدوية والمستثمرين الآخرين شركة BioLineRx وهي شركة لتطوير الأدوية ومقرها في القدس، وفي عام 2006 وبتمويل إضافي من مستثمريها أطلقت BioLineRx مبادرو بيو أورشليم BioLine أول حاضنة للتكنولوجيا الحيوية في إسرائيل.
أعلنت هيئة تنمية القدس عن إطلاق بيو أورشليم في منتصف عام 2007، تقدم المبادرة حوافز مالية لشركات التكنولوجيا الحيوية التي تنقل مرافقها إلى القدس أو تنشئ عمليات هناك.

### أكاديميستي
بالتعاون مع روتش هداسا وهي منظمة غير ربحية موجهة للطلاب وفي محاولة لتشجيع الطلاب على البقاء في القدس بعد الانتهاء من دراستهم الأكاديمية اعتبارًا من عام 2009 تعمل هيئة تنمية القدس كواجهة بين خريجي الجامعات وأكثر من 100 مؤسسة مقرها القدس تقدم برامج تدريب داخلي، بالإضافة إلى ذلك يتم منح الطلاب مزايا وحوافز نقدية إذا اختاروا العيش في وسط المدينة والالتزام بالبقاء في المدينة بعد الانتهاء من دراستهم.
في عام 2011 تم الإعلان عن خطة من قبل هيئة تنمية القدس لتوسيع وإعادة هيكلة المشهد الأكاديمي في القدس يطلق عليها اسم أكاديميستي (بالعبرية: עיר.אקדמיה‏) دعت الخطة إلى بناء مدرسة للطلاب الأجانب في وسط مدينة القدس والانتقال إلى قسم الزراعة في الجامعة العبرية في رحوفوت وإنشاء فرع في كلية القيادة والأركان في الجيش الإسرائيلي في القدس وإنشاء حرم ماشون ليف للبنات في حي بسغات زئيف بالقدس.

### هامشوشالايم
هامشوشالايم (بالعبرية: חמשושלים‏) هو مهرجان ثقافي سنوي بدأ من قبل هيئة تنمية القدس بالتعاون مع مكتب رئيس الوزراء وبلدية القدس، يأخذ المهرجان اسمه من كلمة همشوش وهي عامية عسكرية تعني «عطلة نهاية الأسبوع تبدأ يوم الخميس»، بالإضافة إلى الاسم العبري للقدس "يروشلايم" يستمر لمدة ثلاثة عطلات نهاية الأسبوع خلال شهر ديسمبر ويشمل الدخول المجاني إلى المتاحف والجولات المصحوبة بمرشدين والعروض الموسيقية والفنادق المخفضة، تم جذب 480,000 شخص إلى هامشوشالايم في عام 2008.

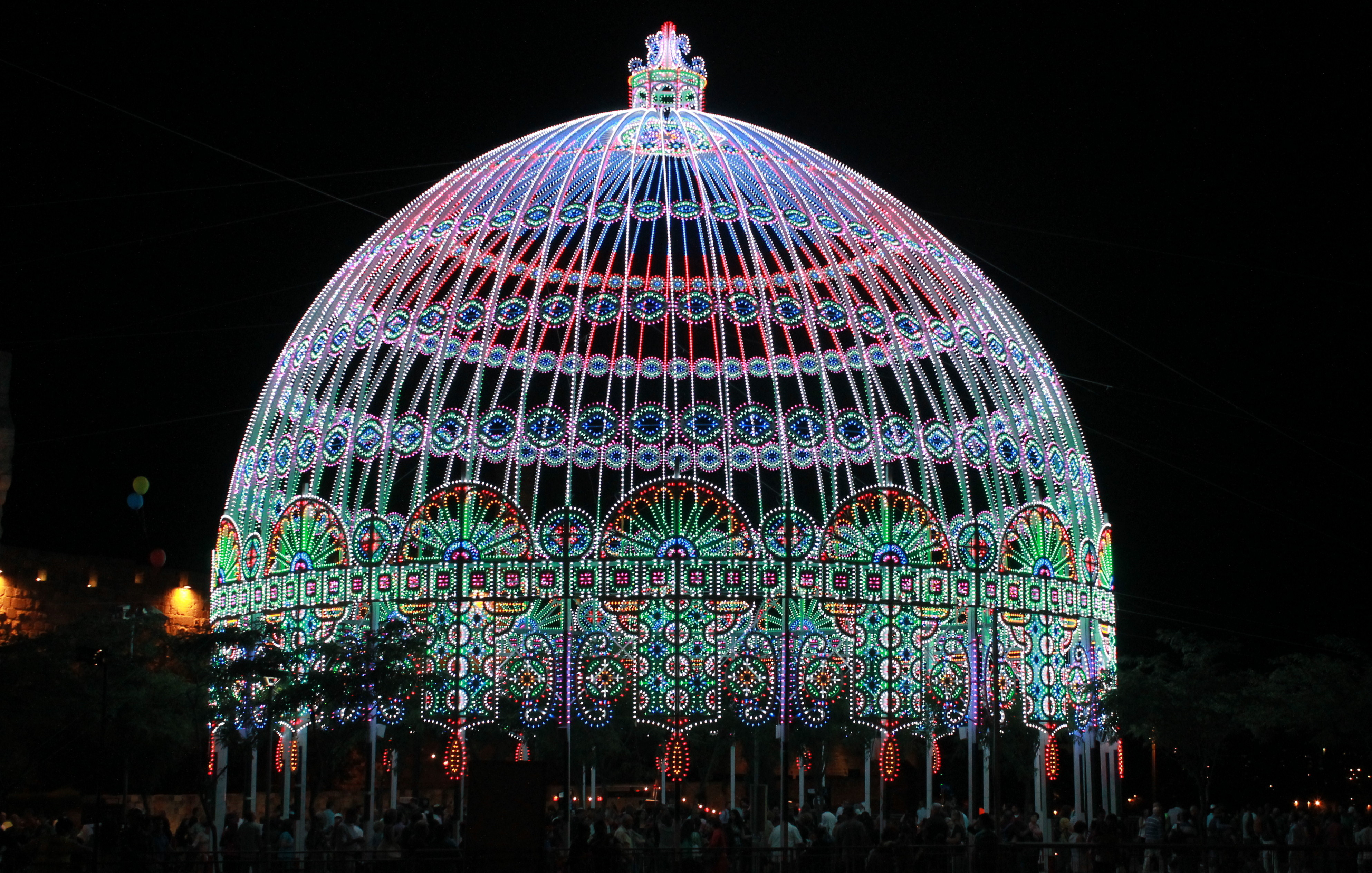
"القبة" لبواسطة لوميناري دي كاجنا. خارج باب الخليل (2012)

### مهرجان الأنوار في القدس
مهرجان الأنوار في القدس هو مبادرة مشتركة بين هيئة تنمية القدس وبلدية القدس ومكتب رئيس الوزراء وشركة أرييل، تم إطلاق المهرجان للمرة الأولى في عام 2009 سنويًا في مدينة القدس القديمة وحولها، ويضم أعمالًا فنية لفن الضوء صممها مختلف الفنانين.

## مشاريع

### حدائق القدس
اقترحت هيئة تنمية القدس إنشاء شبكة من المناطق الخضراء لتطويق الأجزاء الشمالية والشرقية من مدينة القدس القديمة، تشمل المناطق التي تبلغ مساحتها 2500 دونم (600 فدان) مسارات الدراجات ومسارات المشي مما يتيح الوصول إلى بركة سلوان من جبل المشارف.
- حديقة الملك الأثرية هي حديقة مساحتها 12 فدان مقترح تطويرها في حي البستان العربي في حي سلوان بالقدس الشرقية، يتم قبول المنطقة المخصصة على نطاق واسع كموقع للحديقة المذكورة في كتاب أغنية الأغاني من الكتاب المقدس العبري،[29] وتدعو خطة المتنزه إلى هدم 22 منزلاً فلسطينياً تم بناؤها دون تصاريح على أراض محددة أصلاً كحدائق مع تشريع 66 منزلًا آخر، وقال الأمين العام للأمم المتحدة إن إزالة 22 منزلاً سيكون بحد ذاته غير قانوني.[30]
- حديقة منحدرات جبل سلوبس الوطنية هي عبارة عن حديقة مساحتها 73.2 هكتار (181 فدان) مقترحة للتطوير في التلال بين الأحياء العربية في العيسوية والطور في القدس الشرقية، معظم الأراضي مملوكة ملكية خاصة لسكان الحيين، وقد عارض هذا الاقتراح عضو مجلس المدينة مئير مارغليت الذي وصفه بأنه ذريعة لإقامة مستوطنات إسرائيلية في المستقبل، قالت هيئة تنمية القدس أن المتنزه مهم للحفاظ على آخر منطقة متبقية من الأراضي غير المطورة في منطقة العيسوية وحمايتها من أعمال التخريب ولتطوير السياحة.[27][28]

### أسوار مدينة القدس القديمة

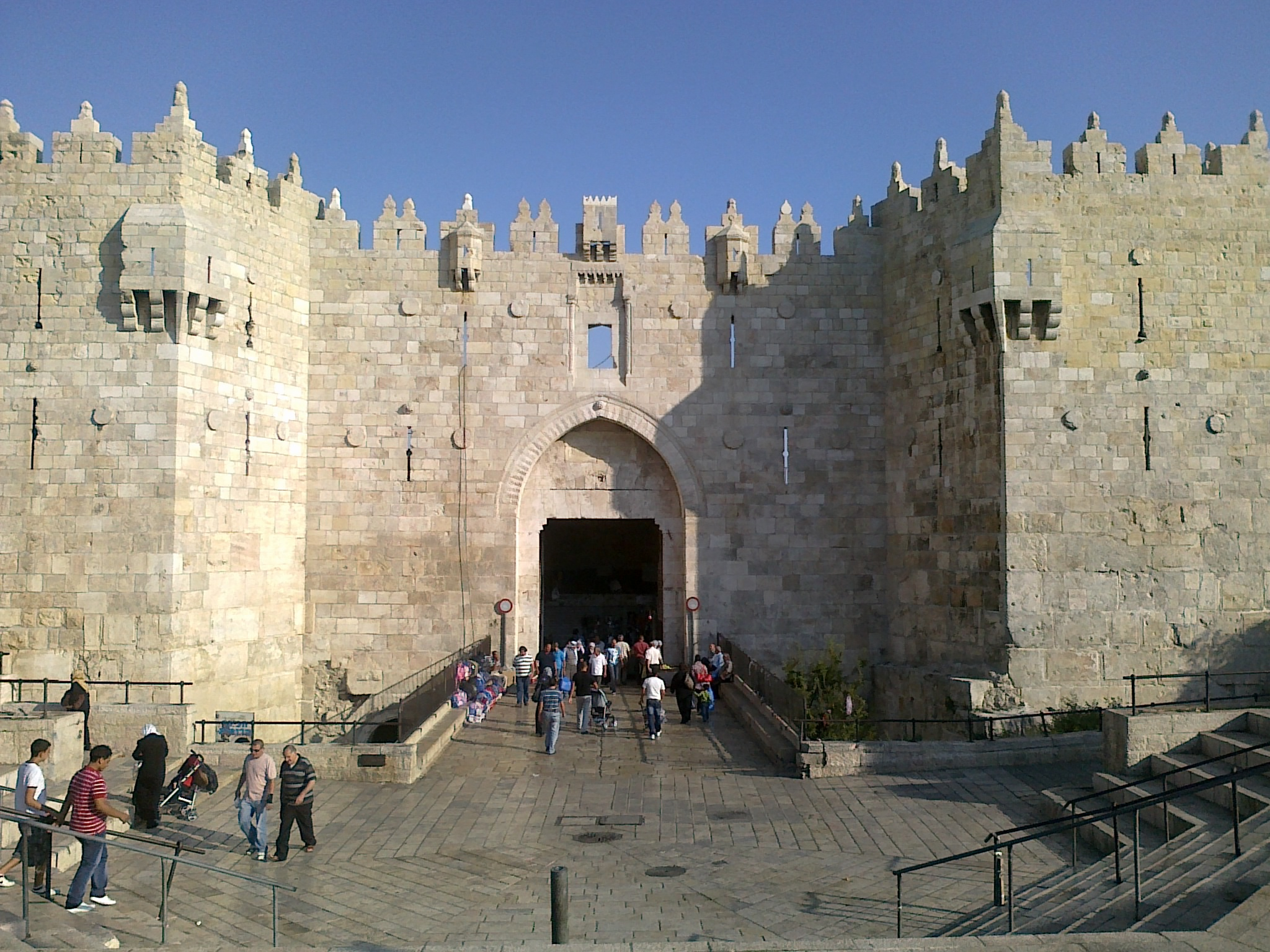
بوابة دمشق في سبتمبر 2011، بعد وقت قصير من أعمال الترميم لهيئة تنمية القدس

تدير هيئة تنمية القدس مشروع صيانة جدران مدينة القدس بالتعاون مع مكتب رئيس الوزراء وهيئة الآثار الإسرائيلية ابتداءً من عام 2007، في إطار المشروع بحلول صيف عام 2011 خضع نصف أسوار البلدة القديمة للعلاج والترميم، بلغت ستة أشهر من أعمال الترميم التي أجريت في باب النبي داوود ذروتها في حفل إعادة تكريس مؤثر في يوليو 2008 حضره قدامى المحاربين في بلماخ بعد 468 عامًا من بناء البوابة، تم الانتهاء من شهرين من أعمال الترميم التي أُجريت على باب الخليل في أبريل 2010 وأقيم حفل تكريم رسمي للاحتفال بهذه المناسبة بعد 472 سنة من تخصيص البوابة لأول مرة، تم الانتهاء من استعادة باب الساهرة في يونيو 2010 حيث أقيم حفل إعادة إحياء حضره نوار مختار البلدة القديمة عبد الحكيم محمد ديب سالم، استمرت أعمال الترميم عند باب العامود أكثر من عام وانتهت في أغسطس 2011 وشملت إعادة بناء جزء من برج مخروطي تضرر في حرب الأيام الستة، تم الإعلان عن استكمال المشروع الذي استمر لمدة خمس سنوات، في سبتمبر 2012 بعد الانتهاء من أعمال الترميم التي تمت في باب الأسباط - البوابة السابعة والأخيرة التي تم ترميمها.

### متحف أينشتاين
في عام 2012 وافق مجلس الوزراء الإسرائيلي على إنشاء متحف مكرس لإرث ألبرت أينشتاين في القدس، وهو مشروع مشترك بين الجامعة العبرية وهيئة تنمية القدس، سيعرض المتحف آلاف الوثائق المخزنة حاليًا في الجامعة العبرية والتي توضح من بين أمور أخرى مشاركة أينشتاين الواسعة في الحركة الصهيونية في القرن العشرين.

### خطة سافدي
كانت خطة سافدي عبارة عن مشروع أطلقته إدارة الأراضي الإسرائيلية وهيئة تنمية القدس خلال ولاية إيهود أولمرت كعمدة لبلدية القدس، وقد دعا إلى بناء 20000 وحدة سكنية على أرض غير مطورة إلى الغرب من المدينة، قام حماة البيئة بتعبئة خطة سافدي وتم تعليقها من قبل العمدة أوري لوبوليانسكي في عام 2007.

## روابط خارجية
- بيو أورشليم
- ISERD — مديرية البحث والتطوير بين إسرائيل وأوروبا
- قانون سلطة تطوير القدس، 5748-1988 - نشره مركز موارد القانون الإسرائيلي